# Полярна зоря (алмаз)
«Полярна зоря» — один зі знаменитих алмазів, великий алмаз, масою близько 40 каратів (8 г). Безбарвний, ограновування кругле, діамантове. Доля алмазу від 1980 року невідома.

## Історія
Знайдено наприкінці XVIII століття в Індії, ймовірно, в розсипі на річці Крішна.
Звідти потрапив до Франції. Зазначений у списку коштовностей французької корони, складеному 1859 року.
За однією з версій, Жозеф Бонапарт придбав алмаз у Мортона за 52,5 тис. франків, а після поразки свого брата Наполеона Бонапарта 1815 року продав його.
За альтернативною версією, зі скарбниці французької корони алмаз перекупила леді Детердінг, у якої його придбала княгиня Тетяна Юсупова. Алмаз був у сім'ї Юсупових до Лютневої революції 1917 року, коли князь Юсупов, який утік від революційних заворушень до Парижа, у період між 1922 і 1925 роками продав алмаз фірмі «Картьє».
1980 року «Картьє» продала алмаз на женевському аукціоні «Крістіз» за 5 086 705 доларів США. Подальша історія алмазу невідома.
При цьому у квітні 2008 року на аукціон «Крістіз» у Нью-Йорку виставили алмаз, який продавець акцентовано порівнював у описі саме з «Полярною зорею», але його маса становила 39,34 карата (хоча припускають, що алмаз міг бути переогранований); крім того, були й інші розбіжності з описом «Полярної зорі». «Двійника» в результаті придбано на тому аукціоні за 6,873 млн доларів США.